# Воскрешение ниндзя
«Воскрешение ниндзя» или «Воскрешение ниндзя: Месть Дзюбэя» (яп. 魔界転生地獄編 Макаи тэнсё: дзигоку хэн, букв. «Демоническое воскрешение: Портрет ада») — аниме в формате OVA и жанре исторического самурайского боевика — тямбара. Это история об искусном самурае Ягю Дзюбэе по прозвищу «Одноглазый лис». Снято по роману Футаро Ямады Makai Tensho.
В России сериал был издан на DVD компанией MC Entertainment. На аниме установлено возрастное ограничение — только зрителям, достигшим 18 лет.

## Сюжет
В начале рассказывается история гражданских войн в Японии в картинках. 1600 год. Вассалы покойного Тоётоми Хидэёси, Мицунари и Токугава, боровшиеся за власть в стране, сошлись в битве при Сэкигахаре. Как известно, Мицунари был разбит. Среди побеждённых оказался предводитель христиан Кониси Юкинага. Он отказался покончить жизнь самоубийством, сдался и был казнён. Несколько его последователей, включая Мори Соикэна, бежали на Кюсю, где решили переждать и готовиться к мести. Тем временем Токугава Иэясу объединил Японию, усилив власть сёгуната и укрепив собственное влияние. В этот период появились законы, запрещающие христианство, миссионеров изгнали.
Повествование продолжается в 1614 году. Легенда гласила, что однажды в мир войдёт Дитя Господне, который будет дарить веру и любовь людям, оберегая их всевышними силами. Но если кто-то помешает ему пройти этот путь, то в следующий жизни он возродится в лице сына Сатаны.
- Первая серия, «На краю ада»

1628 год. Бесконечные войны и бесчисленное количество жертв заставляют Амакуса Сиро — мальчика, чудом оставшегося в живых, возглавить крестьянскую общину родной деревни для победы над своими врагами. Позже началось Симабарское восстание. Сиро — сын Господний и его силой он вершит правосудие на земле. Но после нашествия самураев, не без помощи предателей, всю деревню вырезают. Сиро, видя смерть своих близких, сходит с ума и взывает за помощью к Богу. В ответ Сиро получает чудовищную силу и направляет всю свою ненависть и боль на Ягю Дзюбэя, наёмного убийцу, которого он винит во всех смертях.
- Вторая серия, «Адское отродье»

После битвы Сиро и Ягю Дзюбэя, из которой победителем вышел Дзюбэй, наемник решает отдохнуть от своей напряженной деятельности у своего наставника. Но мирная жизнь бывает так не долговечна, зло не дремлет. Полумёртвого лорда Сиро на поле боя насилует женщина, которая в конечном итоге беременеет, и в чудовищных муках рождает самого дьявола. Воспользовавшись ситуацией, предатели организуют группу демонов (в прошлой жизни искусных самураев), которая начинает терроризировать народ. И для защиты своих родных и близких, Ягю Дзюбэй должен вступить в бой с порождением зла.

## Роли озвучивали
| Актёр           | Роль                       |
| --------------- | -------------------------- |
| Тэссё Гэнда     | Ягю Дзюбэй                 |
| Рётаро Окиаю    | Амакуса Сиро               |
| Фубито Ямано    | Ягю Мунэнори               |
| Кунихико Ясуи   | Юи Сёсэцу                  |
| Масуо Амада     | Ходзоин Инсун              |
| Норио Вакамото  | Араки Матаэмон             |
| Осаму Сака      | Миямото Мусаси             |
| Такэси Аоно     | Сэкигути Дзюсин            |
| Канэто Сиодзава | Тамия                      |
| Ариса Андо      | Отё                        |
| Дайки Накамура  | Канамару                   |
| Горо Ная        | Мори Соикэн                |
| Кинрю Аримото   | Мацудаира Нобуцуна         |
| Тамио Оки       | Такуан Сохо                |
| Мая Окамото     | Охина, Окьё                |
| Сакура Тангэ    | Онуи                       |
| Мари Масиба     | Ятаро                      |
| Дзюн Хасуми     | Тода Годаю                 |
| Юдзи Микимото   | Тэссай Яманака             |
| Хироси Нака     | правительственный чиновник |
| Кодзи Наката    | рассказчик                 |

## Музыка
| №   | Название                                           | Длительность |
| --- | -------------------------------------------------- | ------------ |
| 1.  | «The Legend of Satan: Main Title»                  | 4:43         |
| 2.  | «Miracle»                                          | 1:46         |
| 3.  | «Midnight Attack»                                  | 1:45         |
| 4.  | «Banner-Seal of Heterodoxy: The Son of Deus»       | 4:10         |
| 5.  | «Spy Swordsman Jubei and the Fivefold Group»       | 6:46         |
| 6.  | «Fated Battle: Jubei and Shiro Amakusa»            | 6:44         |
| 7.  | «Secret Skill: Demon Realm Reincarnation»          | 2:26         |
| 8.  | «Fallen Castle of Shimahara»                       | 3:42         |
| 9.  | «Fight Unto the Death: Separation from the Father» | 3:58         |
| 10. | «Onu and Yataro»                                   | 1:31         |
| 11. | «Practice Competition: Onu Vs. Osu»                | 1:26         |
| 12. | «Separation»                                       | 2:02         |
| 13. | «The Reincarnated Ones (not used)»                 | 4:52         |
| 14. | «Jubei's Mountain Crossing»                        | 0:43         |
| 15. | «Musashi of Reigon Hall»                           | 2:36         |
| 16. | «Resurrection of Satan: Shiro Amakusa, Come Out!»  | 8:29         |

Композиции исполнены Варшавским филармоническим оркестром, дирижёр — Масамити Амано, сякухати — Хякудзан Имаи.
Саундтрек был издан Toshiba EMI почти в то же самое время, что и первая серия. Переиздание 2003 года выпустил американский лейбл AnimeTrax, принадлежавший ADV Films и Right Stuf.

## Выпуск на видео
Всего планировалось 6 серий, но из-за проблем в Японии вышли только 2. Издание на VHS для США, как и японское, представлено в двух частях. В Великобритании их записали на одну 80-минутную видеокассету. ADV изменила первоначальное название, чтобы заработать на ложной связи с «Манускриптом ниндзя». Phoenix Entertainment ранее участвовала в создании OVA Giant Robo. Anime Jump! поставил первой части оценку B. Anime News Network указал на плохой английский дубляж, потому что никто не мог произнести «Токугава», озвучивая как Tow-koo-gu-wha. Это похоже на то, если некоторые фильмы Ван Дамма зазвучат как у Шекспира. В целом анимация неплохая, но иногда замедленная. Также используются неподвижные изображения. Кровь разрубленных людей абсурдно хлещет подобно гейзерам. Ясен исход сражения между неподготовленным христианским повстанцем и ниндзя, несущим ракетную установку. Оценка первого выпуска на видеокассете — D-.
В 2004 году сериал был издан ADV Films на DVD под названием Ninja Resurrection: Essential Anime Collection. Формат — 1,33:1 (4:3), звук — Dolby Digital 5.1 (английский) и Dolby Digital 2.0 (японский). В изображении отсутствуют чёткость и детализация. Многие сцены имеют софт-фильтр и выглядят туманными. Хотя это могло быть сделано намеренно в эстетических целях для достижения эмоциональности. Нечёткость всей картины сводит на нет любые уступки, на которые рецензент DVD Talk мог пойти в отношении рейтинга видео. Плоские и безжизненные цвета, посредственный глубокий чёрный, слабые контрасты и плохое очертание теней делают аниме скудным. Английская звуковая дорожка 5.1 технически обладает очевидным преимуществом (объём, динамический диапазон, пространственность, канал низкочастотных эффектов), но саундтрек играет как «раздутый» вариант 2.0, а дублирование настолько некачественное, поэтому намного лучше оригинальная японская озвучка с субтитрами. В бои должны были добавить больше баса. Дополнительные материалы включают превью других аниме ADV: Kino's Journey, «Йома: Посланцы царства тьмы», «Пластиковая Малышка», Rurouni Kenshin, Gensomaden Saiyuki и Majutsushi Orphen: Revenge, а также титры. Таким образом, выпуск Ninja Resurrection: Essential Anime Collection оказался большим разочарованием. В рекламе снова использовался подзаголовок The Revenge of Jubei. Однако Ёсиаки Кавадзири не имел с этим ничего общего. Итоговая оценка — «Пропустить». Сайт Mania оценил на B+. Тестирование осуществлено на HDTV Panasonic PT-50LC13, DVD-проигрывателе Panasonic RP-82, AV-ресивере Sony STR-DE835, с компонентным кабелем Monster, акустической системой Panasonic SB-TP20S и сабвуфером на 100 ватт.

## Критика
T.H.E.M. Anime поставил только две звезды из пяти. Рецензент сразу же предупредил: это не сиквел «Манускрипта ниндзя». Единственный, кто объединяет их, — Дзюбэй. Очевидно, что его имя просто использовали для рекламы. Аниме на самом деле не заслуживает репутации своего предполагаемого предшественника. Рекомендуемая аудитория: определённо не для детей, только 18 лет и старше (по крайней мере, у ADV так обозначено прямо на футляре) из-за насилия, крови, оккультизма и некрофилии. Выпуск без хентая, но OVA настолько оскорбительная, что хотелось выключить после первых 30 минут. История преследования христиан после феодального периода может стать отличным фоном для любого автора фантастического аниме и манги, однако шаткая предпосылка превращается в бессмысленную кровавую бойню примерно через двадцать минут после начала. Не то чтобы насилию здесь не место, но изображение крови одновременно красочное и неестественное. Герой, несмотря на свою добрую волю, чтобы избавить детей от меча, убивает всех, кто находится в поле зрения, типичным для ниндзя способом, в то время как его четыре напарника используют абордажные кошки, многозарядные ракетные установки и даже комплект брони с реактивным двигателем. Вышло сумасшествие без шуток. Сериал заканчивается любовной сценой с трупом, которая «заставит съёжиться гота». Анимация на самом деле хороша, но она не может спасти от фатальных недостатков. Если нужен хороший самурай или ниндзя, стоит попробовать Rurouni Kenshin, Yotoden и старый комикс Ninja High School, но держаться подальше от этого.
Журнал «АнимеГид» пишет, что само название притянуто за уши: помимо Амакусы (который ниндзя не является по причине того, что выступает земным воплощением Сатаны), здесь воскресают несколько второстепенных персонажей, и то ближе к финалу. Претендующий на главную роль Дзюбэй связан со своим тёзкой из «Манускрипта» примерно так же, как Илья Муромец из фильма Птушко — с Муромцем из мультфильма студии «Мельница»: это фольклорный персонаж, показанный под ощутимо разными углами. Даже эпоха тут другая — время гонений на христиан на излёте правления Токугавы. Но горьких сожалений нет — Madhouse обещала официальное продолжение «Манускрипта». Христианское восстание в Симабаре — и без того яркая страница японской истории, разрисовано так, что превосходит Такаси Миикэ. Амакуса Сиро теперь не просто харизматический 16-летний лидер повстанцев, а чудотворец и сын Божий (судя по историческим свидетельствам, настоящий от роли Мессии открещивался). Отряд ниндзя, куда входит Дзюбэй, похож на Людей Икс: у одного переносной реактивный миномёт, другой трансформируется в бронированный ракетоплан и таранит гигантского дракона из преисподней, залетающего в кадр в традициях «Уроцукидодзи». Воскрешённый Араки Матаэмон сражается при помощи собственных кишок. Отрубленный палец коварного Мори Соикэна раздевает девиц и в моменты радости напоминает разом Джаггернаута и Карбофоса из мультфильма про Колобков. Вся эта «кроваво фехтующая самурайская мясорубка» на удивление неплохо нарисована и анимирована — насколько позволяли сокращённые бюджеты OVA второй половины 1990-х годов. Жестокая расправа с отрядом лазутчиков на крыше и дуэль с драконом нестыдно смотрятся даже в 2007 году. Претензии в отношении исторической несправедливости режиссёру Урате («Хеллсинг») предъявлять так же странно, как Снайдеру с его «300 спартанцев». Настоящая проблема всего одна: планировалось снять больше двух частей, но не вышло. История просто обрывается на самом интересном месте. Редакция журнала назвала сериал постыдным удовольствием, прямолинейным, жестоким и динамичным японским боевиком.
Фред Паттен в рубрике «„Забытые“ аниме OVA» на сайте Cartoon Research заметил, что в данном случае зрителям желательно знать японскую историю XVII века, особенно Симабарское восстание и легенды о Ягю Дзюбэе. В реальности Дзюбэй не участвовал в резне в Симабаре. Поскольку большинство японцев исповедовали буддизм и синтоизм и верили в демонов, сёгунату было легко распространять слухи о том, что христиане являлись адептами дьявола и пытались насаждать сатанизм. Например, они якобы подняли из мёртвых многих знаменитых самураев, павших в бою, сделав их послушными орудиями Сатаны. Эти легенды ходили более 200 лет и объединились со сказками о странствующем могучем воине. Но американцы больше разбираются в собственной гражданской войне. В США различие между подлинными событиями и современными литературными произведениями сбивало с толку — когда в 1998 году ADV выпустила Ninja Resurrection: The Revenge of Jubei, фанаты посчитали это авторизованным продолжением Ninja Scroll. Поклонники оказались не просто разочарованы; они чувствовали себя обманутыми из-за резкого падения качества анимации, которая была плохой даже по стандартам OVA, отсутствия явных сюжетных связей между первой и второй сериями, а также концовками, которые не получили логического завершения. «Продолжение следует» стало ложью — сиквел не появился.
Джонатан Клементс и Хелен Маккарти в энциклопедии также обратили внимание, что Ninja Resurrection ошибочно рекламировался за границей как продолжение Ninja Scroll для поколения после «Евангелиона». Жуткое зрелище самураев, вырезающих христиан и творящих странную магию, действительно пугает. Неоднозначный Амакуса Сиро как кроткий мессия и измученный дьявол напоминает отголоски серии «Уроцукидодзи», где тоже звучала прекрасная музыка Масамити Амано. Ninja Resurrection может похвастаться некоторыми классными моментами, но времени слишком мало, чтобы вместить их все. Сочетание фактов и вымысла требует заметок в буклете, а сильное сжатие истории Футаро Ямады приводит к беспорядочному наплыву случайных персонажей. После многообещающего начала в стиле Куросавы, сюжет стремительно движется к последней битве. Совершенно ненужная сексуальная сцена усугубляет превращение второй половины в некачественное аниме, описанное одним из собственных продюсеров как ужасающее.
Anime UK News дал 5 из 10 баллов. В обзоре подчёркивается, что неверный шаг со стороны ADV можно было простить, если бы OVA оказалась достойна статуса Classics Collection, но это не так — один из тех случаев, когда аниме провалилось. Сюжет здесь вторичен. Противопоказано тем, кто не готов смотреть на беспорядочный секс, беспричинное насилие и религиозные оскорбления. Ninja Resurrection пытается использовать исторические события, такое иногда заслуживает похвалы. Не ясно, как относиться к персонажам и тому, что с ними происходит. Дзюбэй не более чем крутой парень, который постоянно убивает людей. Непонятны его мотивы, надежды и страхи. Хотя анимация выполняет задачу, она не особо выдающаяся для своего времени. Для поддержания зрительского интереса упор сделан на хорошо выглядящий экшен, но он не воодушевляет. Некоторые моменты граничат с абсурдом, утрачивая доверие. Сериал так и не был закончен (планируемое продолжение не вышло из производственного ада), но открытая развязка — наименьшая из проблем, не позволявших достичь даже скромной цели — стать простым приключенческим боевиком.